# Leucocoryne macropetala
Leucocoryne macropetala är en amaryllisväxtart som beskrevs av Rodolfo Amando Philippi. Leucocoryne macropetala ingår i släktet Leucocoryne och familjen amaryllisväxter. Inga underarter finns listade i Catalogue of Life.